# Esporte Clube Tarumã
O Esporte Clube Tarumã é um clube de futebol brasileiro da cidade de Manaus. Fundado em 1 de março de 1974, suas cores são o vermelho,  o preto e o branco. 

## História

### Na Base
O clube é tradicional nos campeonatos de categorias de base do Amazonas, tendo participado frequentemente da Copa Rio de Futebol Juvenil, cuja última participação ocorreu em 2014. No ano de 2007, o Tarumã foi 4º melhor clube do Brasil na categoria Juvenil, tendo perdido na semifinal do Campeonato Brasileiro de Futebol Juvenil para o Fluminense. Ainda na base, em 2014 o clube foi Vice-Campeão da Copa Norte Sub20 e em 2015 representou o Amazonas na Copa São Paulo de Futebol Junior.
Em 2012, conquistou seu inédito Campeonato Amazonense de Juniores ao bater a equipe do Princesa do Solimões na final por 3 a 1, em jogo que o adversário abriu o placar.

### Profissionalização
Participando de campeonatos da esfera amadora da Federação Amazonense de Futebol desde a década de 70, o "Lobo" profissionalizou-se em 2007 e em 2008 participou pela primeira vez do Campeonato Amazonense de Futebol - Segunda Divisão. Competição esta dos quais se tornou um dos mais assíduos. Em 2017 o clube voltou a disputar a Série B do Campeonato Amazonense. Tendo realizado boas campanhas nas edições de 2017 a 2021, com destaque para as edições de 2018, quando ficou em terceiro lugar e em 2020 que liderou de maneira invicta a fase classificatória.
Estreia na primeira divisão
Em 2012, a edição da segunda divisão não foi realizada e o Tarumã foi automaticamente promovido à elite do futebol estadual em 2013, juntamente com o Sul América. Após a desistência do América de disputar a Segunda divisão, os Tarumã e o Sul América passaram a ser os únicos interessados em disputar a competição. A Federação Amazonense de Futebol então resolveu homologar o acesso automático das duas equipes, sem realizar o torneio.
Para a disputa do campeonato da primeira divisão, o clube firmou uma parceria com a prefeitura de Borba. Na competição acabou ficando em último lugar e sendo rebaixado. 

### Escândalo de manipulação de resultados
Em 2022, o departamento de futebol masculino do clube esteve arrendado ao empresário Júnior Bahia. Na campanha que lhe rendeu o último lugar entre nove equipes da Segunda divisão estadual de 2022 o clube foi denunciado por manipulação de resultados após matérias jornalísticas denunciarem com provas o seu diretor de futebol, Júnior Bahia, que teria coagido atletas do profissional e da base para assim dar green(termo utilizado para quando as apostas são acertadas) em suas apostas. A única vitória do clube na competição foi justamente sobre outra equipe denunciada por manipulação de resultados: o Atlético Amazonense. 

## Outros esportes

### Futebol Americano
No segundo semestre de 2016, o Tarumã anunciou uma parceria com o Manaus Broncos para a disputa do Campeonato Amazonense de Futebol Americano. A parceria rendeu ao Broncos o vice-campeonato do Manaus Bowl de 2016 e ao Tarumã o projeto de construção de um estádio próprio para as duas modalidades.

## Símbolos

### Nome
O nome do clube nada tem relacionado ao bairro do Tarumã em Manaus. O clube foi fundado no bairro da Praça 14, na avenida Tarumã, Zona Sul da cidade. Em 2011, o clube tentou mudar seu nome para "Zona Norte" buscando criar identificação com a população da região (a sede social do clube fica no bairro Flores, nessa Zona), porém sem sucesso.

### Mascote
O Tarumã usa como mascote o Lobo, conhecido como "Rwar".

### Cores
As cores oficiais do Tarumã são o vermelho e o preto, dando-lhe a alcunha de rubro negro do Amazonas. O branco também está presente no escudo, porém não é considerado uma cor oficial.

### Escudo
O escudo do clube é circular, dividido por uma faixa onde está inserido seu nome, na parte superior a cor vermelha, na inferior a preta.

### Hino
O autor do hino do Tarumã é Daniel Sales.

## Estatísticas

### Participações
|  | Participações em 2025 |

| Competição | Competição            | Temporadas | Melhor campanha           | Estreia | Última | P | R |
| Amazonas   | Campeonato Amazonense | 1          | 10º colocado (2013)       | 2013    | 2013   |   | 1 |
| Amazonas   | 2ª Divisão            | 13         | 3º colocado (2017 e 2018) | 2008    | 2025   | 1 |   |

### Retrospecto
Clube profissionalizou-se em 2007.
- A.D. - A disputar
- N.D. - Não disputou
- N.R. - Não realizado